# 2017 ワールド・ベースボール・クラシック パナマ代表
2017 ワールド・ベースボール・クラシック パナマ代表（2017 - パナマだいひょう）は、2017年に開催された第4回ワールド・ベースボール・クラシックに出場した、野球のパナマ代表チームである。

## 経緯
2015年9月17日に第4回WBC予選の組み分けが発表され、パナマは予選3組で開幕を迎えることとなった。3月20日、予選3組決勝でコロンビアに敗れ予選敗退となった。